# Тапледжунг
Тапледжунг (непальск. ताप्लेजुङ जिल्ला) — один из 75 районов Непала. Входит в состав зоны Мечи, которая, в свою очередь, входит в состав Восточного региона страны.
Граничит с районом Панчтхар (на юге), районами Терхатхум и Санкхувасабха зоны Коси (на западе), с Тибетским автономным районом Китая (на севере) и с индийским штатом Сикким (на востоке). Через район протекает река Тамур. На территории района Тапледжунг расположена гора Канченджанга — третий по высоте восьмитысячник мира. Это один из самых живописных районов восточного Непала.
Население по данным переписи 2011 года составляет 127 461 человек, из них 60 552 мужчины и 66 909 женщин. По данным переписи 2001 года население насчитывало 134 698 человек.